# Castel Focognano

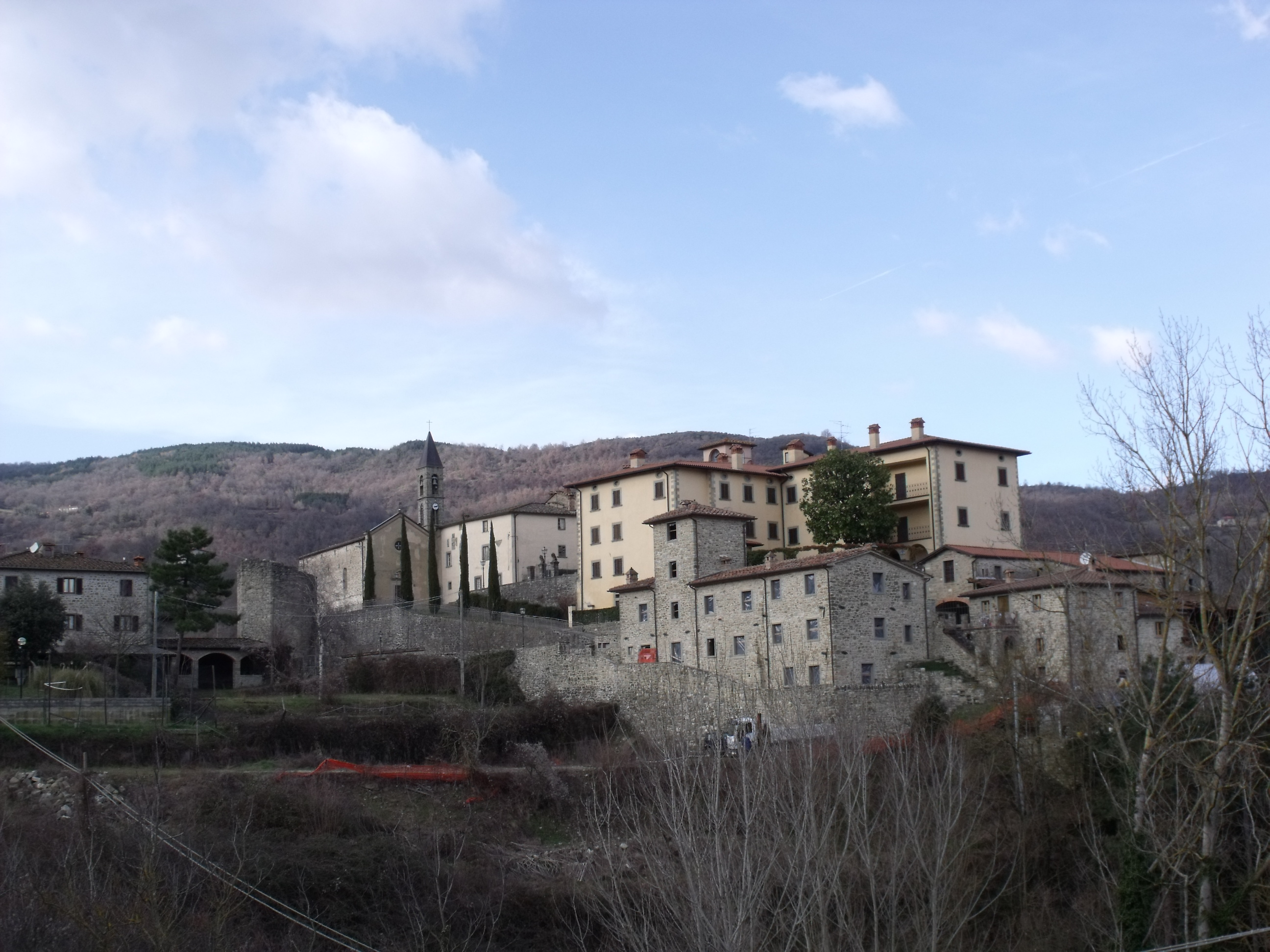
Castel Focognano

Castel Focognano là một đô thị ở tỉnh Arezzo trong vùng Toscana, Ý. Tại thời điểm ngày 31 tháng 12 năm 2004, đô thị Castel Focognano có dân số người và diện tích là km².